# 471
471 (CDLXXI) je bilo navadno leto, ki se je po julijanskem koledarju začelo na petek.

## Dogodki
- 1. januar

## Smrti
- Ardabur, bizantinski vojskovodja (* ni znano)